# Дом семьи Добровольских

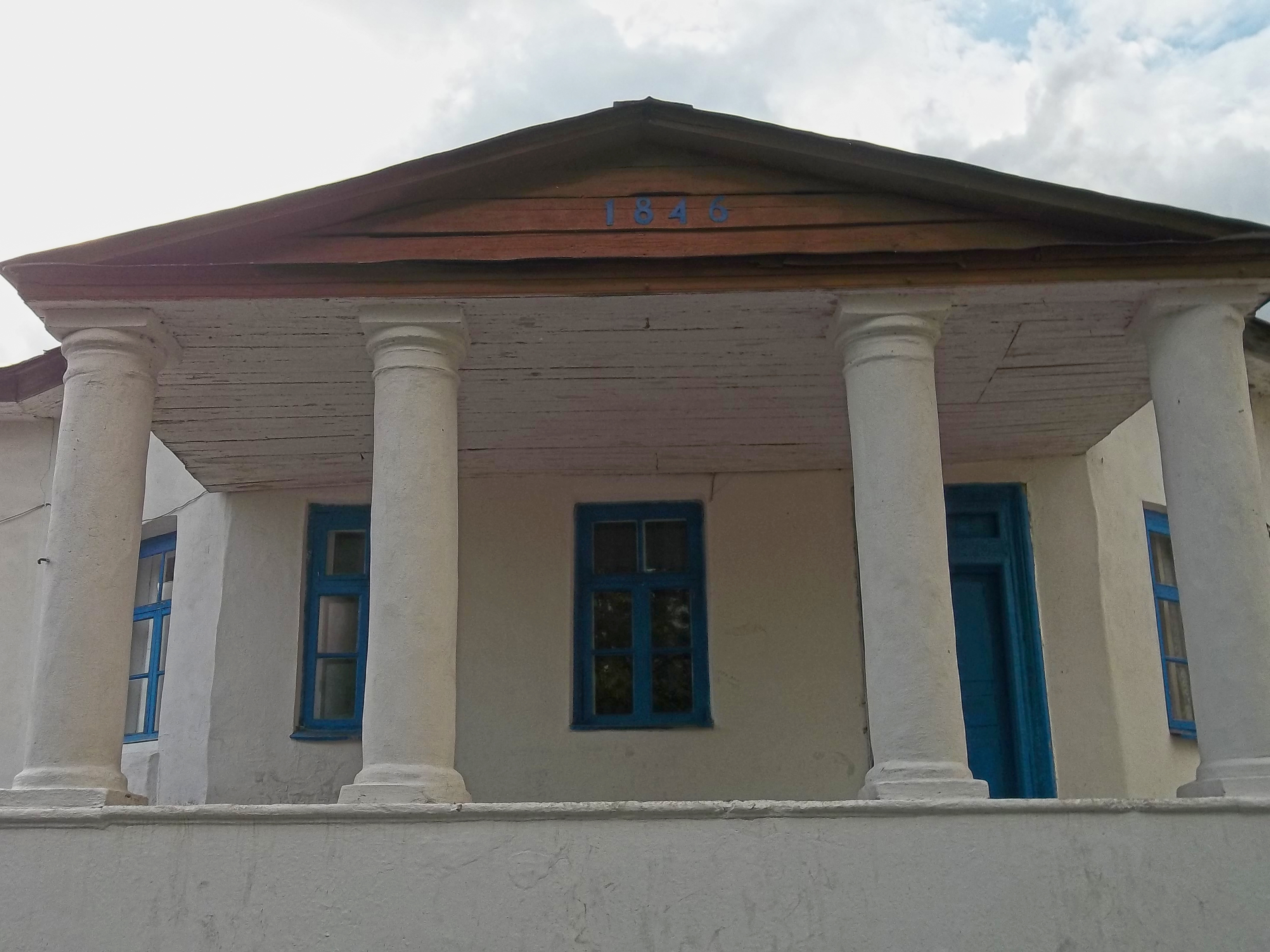
Ризалит здания

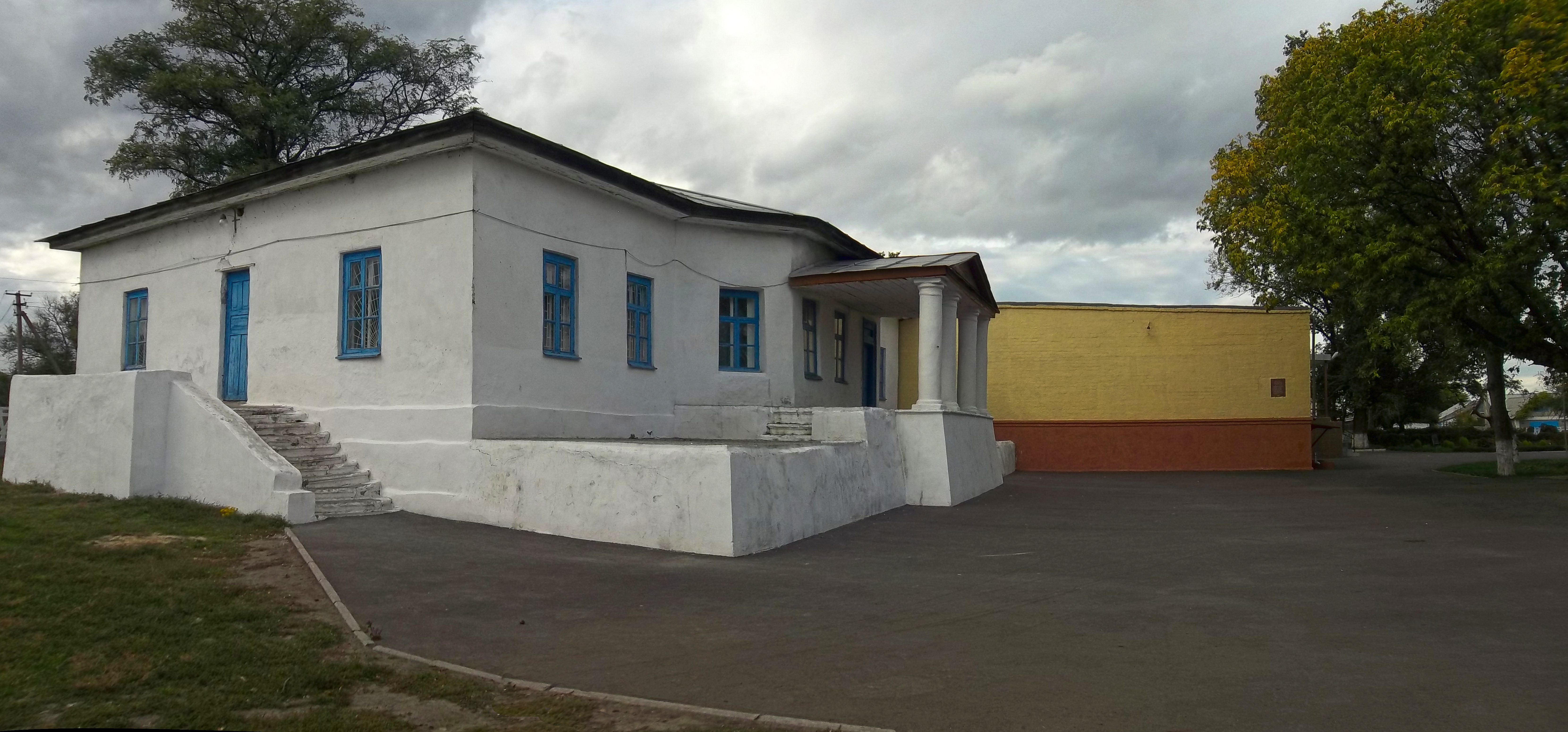
Общий вид

Дом семьи Добровольских — жилой дом усадебного типа, памятник архитектуры местного значения в городе Кривой Рог Днепропетровской области.

## История
Строительство дома семьи Добровольских начато в 1840 году помещиком Василием Добровольским, военным офицером царской армии Николая I, польским шляхтичем. Строительство окончено в 1846 году. В имении семья поселилась в 1847 году.
В 1930-е годы помещение было приспособлено под детский дом, где воспитывались дети-сироты и дети неимущих крестьян. В процессе реорганизации хозяйство детского дома было передано Широковскому ветеринарно-зоологическому техникуму.
В 1941—1944 годах во время временной немецкой оккупации в здании поселился Фрелих Александр Иванович, объявив комплекс зданий своей собственностью. Исчез во время освобождения Криворожья.
По окончании войны в помещение вернулся ветзоотехникум, позже переведённый в город Новомосковск, земли переданы совхозу «Полтавка» (директор Кот Алексей Авраамович).
В начале 1960-х годов в здании разместилась 8-летняя школа № 101. В 1965 году к старому зданию пристроено новое помещение на восемь классных комнат, с мастерской, столовой и кабинетами в подвальном помещении. В 1968 году в школе обучались 262 ученика, работало 17 педагогов.
В 1995 году здание взято на учёт. В 1996 году произведена реставрация. В 1998 году в школе обучались 126 учеников, работало 11 педагогов.
На начало 2017 года дом Добровольских — составная часть неполной средней школы № 101, где находится библиотека, музыкальный класс, кабинеты директора и завуча школы, учительская.

## Характеристика
Расположен по улице Абрикосова (бывшая Краснофлотская) в посёлке Зелёное Ингулецкого района города Кривой Рог.
Здание размером 22,9×11,7 м. Главный фасад имеет трапециевидный ризалит шириной 6,5 м выступает на 1,5 м, переходящее в крыльцо с двускатной крышей, поддерживающей 4 круглые колонны на квадратной базе линии фронтона. Крыльцо оборудовано на платформе высотой 1,8 м, которая выступает на 5 м за линию фасада. Слева от крыльца утоплены ступени для подъёма на уровень парадного входа. Справа к боковому фасаду примыкает 2-этажное здание школы 20-го века. К чёрному входу с другого торца здания примыкают кирпичные ступени и платформа-гульбище с бордюром высотой 0,5 м. Тыльный фасад без пристроек. Стены побелены, оконные рамы деревянные решётчатые, крыша железная.